# Réotier
Réotier är en kommun i departementet Hautes-Alpes i regionen Provence-Alpes-Côte d'Azur i sydöstra Frankrike. Kommunen ligger  i kantonen Guillestre som ligger i arrondissementet Briançon. År 2022 hade Réotier 213 invånare.

## Befolkningsutveckling
Antalet invånare i kommunen Réotier
Referens:INSEE